# 2015년 6월
| 2015년: 1월 · 2월 · 3월 · 4월 · 5월 · 6월 · 7월 · 8월 · 9월 · 10월 · 11월 · 12월 |

| <          | 2015년 6월  | 2015년 6월  | 2015년 6월 | 2015년 6월 | 2015년 6월 | >          |
| 일         | 월          | 화          | 수         | 목         | 금         | 토         |
|            | 1 4.15 무신 | 2 16 기유   | 3 17 경술  | 4 18 신해  | 5 19 임자  | 6 20 계축  |
| 7 21 갑인  | 8 22 을묘   | 9 23 병진   | 10 24 정사 | 11 25 무오 | 12 26 기미 | 13 27 경신 |
| 14 28 신유 | 15 29 임술  | 16 5.1 계해 | 17 2 갑자  | 18 3 을축  | 19 4 병인  | 20 5 정묘  |
| 21 6 무진  | 22 7 기사   | 23 8 경오   | 24 9 신미  | 25 10 임신 | 26 11 계유 | 27 12 갑술 |
| 28 13 을해 | 29 14 병자  | 30 15 정축  |            |            |            |            |

| 편집하기 |

## 2015년 6월 30일 (화요일)
국제
- 인도네시아 메단 부근에서 군용기가 추락하여 약 140명이 사망하였다.
- 일본 가나가와현 오다와라시에서 신칸센 노조미 225 열차에서 화재가 발생, 방화 용의자와 60대 여성 승객 등 2명이 숨지고 28명이 다쳤다.

## 2015년 6월 27일 (토요일)
사건사고
- 대만 신베이시의 워터파크에서 폭발 사고가 발생하여 1명이 사망하고 약 500명이 부상당했다.

## 2015년 6월 26일 (금요일)
법률
- 미국 연방 대법원에서 미국 전 주에서 동성결혼이 합법임을 판결했다.

사건사고
- IS 추종자에 의해 튀니지 수스의 호텔 해변에서 테러가 발생하여 40명 이상이 사망하였다.

## 2015년 6월 22일 (월요일)
사망
- 영화 음악 작곡가 제임스 호너가 경비행기 추락으로 사망했다.

## 2015년 6월 19일 (금요일)
자연재해
- 2015년 한반도 가뭄으로 인해 소양강댐이 1978년 이후 역대 최저 수위에 도달했다.

## 2015년 6월 15일 (월요일)
- 내셔널 하키 리그(NHL)의 시카고 블랙호크스가 2015년 스탠리컵에서 탬파베이 라이트닝를 꺾고 우승하였다.

## 2015년 6월 14일 (일요일)
사회
- 삼성서울병원이 이송요원이 메르스 확진 판정을 받는 등 메르스 사태가 심각해지자 병원을 부분 폐쇄하기로 결정했다.

## 2015년 6월 11일 (목요일)
정치
- 6월 11일, 중국의 정치인 저우융캉에게 무기징역이 선고되었다.

## 2015년 6월 8일 (월요일)
정치
- 황교안 국무총리 후보자 인사청문회가 사흘간의 일정으로 열렸다.

## 2015년 6월 7일 (일요일)
사회
- 정부가 중동호흡기증후군 감염자가 확진되거나 다녀간 병원인 평택성모병원과 서울삼성병원 등 총 24곳의 명단을 공개했다.

## 2015년 6월 5일 (금요일)
사회
- 보건복지부가 중동호흡기증후군 첫 환자가 입원하고 수십명을 감염시킨 병원이 '평택성모병원'임을 공개했다.

## 2015년 6월 1일 (월요일)
사회
- 대한민국에서 중동호흡기증후군으로 인한 첫 사망자가 발생하였다.

국제
- 중화인민공화국의 장강에서 유람선 침몰 사고가 발생, 456명 중 14명이 구조되고 432명이 숨졌다.